# Asterope (Stern)
Asterope (auch Sterope) ist der Eigenname des in den Plejaden gelegenen Sterns 21 Tauri (21 Tau). Der Name stammt von Asterope, einer Plejade der griechischen Mythologie.
Mit der geringen scheinbaren Helligkeit von 5,76m ist Asterope mit dem bloßen Auge nur unter sehr günstigen Sichtbedingungen gerade noch wahrnehmbar. Wegen der geringen Leuchtkraft und des geringen Abstandes wurde der Name früher auch neben 21 Tauri (Sterope I) für 22 Tauri (Sterope II) verwendet. Die IAU hat 2016 den Eigennamen Asterope als standardisierten Eigennamen jedoch nur für 21 Tauri festgelegt.
Asterope kann wie alle Sterne der Plejaden gelegentlich vom Mond bedeckt werden. Bei Asterope handelt es sich um einen bläulich leuchtenden Hauptreihenstern der Spektralklasse B8 V mit etwa 2,9 Sonnenmassen und einer Oberflächentemperatur von 11000 Kelvin.